# ナードコア・ヒップホップ

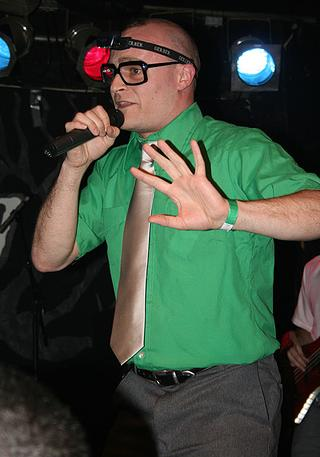
2007年4月、「Nerdcoreのゴッドファーザー」と見なされているMC Frontalotのパフォーマンス

ナードコア・ヒップホップとは、ヒップホップ・ミュージックのジャンル。ナードやギークなどいわゆるオタクが興味を持っていると考えられるテーマを含んだもの。
ジャンルの説明としてこの用語を用いた最も古い記録は2000年、自称NerdcoreミュージシャンであるMC Frontalotの「Nerdcore Hiphop」である。Frontalotは、ほとんどのNerdcoreアーティストと同様に、自身の作品を自費出版し、その多くをネット上に無料でリリースしている。ニッチなジャンルとして、Nerdcoreは一般的にDIYの倫理(自分でやる)が浸透しており、自費制作と自費出版の歴史を持つ。
Nerdcoreラッパーは、政治からサイエンスフィクションまで、あらゆるものについての韻を踏んでいるが、スターウォーズ、インターネットポルノ、ロールプレイングゲーム、サイエンス、ファンタジー、コンピューターなど、Nerdcoreに用いられるテーマにはいくつか長期にわたって人気を集めるものが存在する。
音楽のスタイルが異なるが、用いるテーマに類似性が見られるジャンルとして、フィルク・ミュージックがあげられる。同じような主題に焦点を当てているが、一般的にNerdcoreで活動しているとは見なされないヒップホップアーティストも存在する。例としては、「Chemical Calisthenics」といった科学志向の曲を作曲しているのにもかかわらず、Nerdcoreであると主張していないグループであるBlackaliciousや、マンガのスーパーヴィランに強い影響を受けていたが、より一般的なジャンルとしてのヒップホップと見なされているMF Doomが挙げられる。逆に、Nerdcoreにおいて上記のテーマを取り上げる必要はなく、実際Frontalot楽曲のほとんどは、ステレオタイプなオタクに焦点を絞っていない。この違いは自己認識から来ており、Blackaliciousは自己をオタクとして認識していない一方、Frontalotはオタクであると認識している。

## サウンド
歌詞によって明確に区別されている一方で、Nerdcoreは音楽的に統一されてはおらず、音楽性はアーティストごとに大きく異なる。特に初期段階で共通のテーマとされていたものは、著作物のサンプリングだった。MC Frontalotは、 1999年の楽曲「Good Old Clyde」でこのテーマに直接取り組んでおり、この曲のビート部分にサンプリングされた「funky drummer」のブレイクについて、Clyde Stubblefieldへの尊敬の意としている。
Nerdcoreのサンプルの引用元は、 ヴァニラ・アイスからモーツアルトまで幅広い。YTCrackerのNerdrap Entertainment Systemでは、アルバム全体で主に任天堂の8ビットゲームから引用したサンプルを使用している。また、Randomは、2007年にロックマン楽曲をテーマにしたアルバム、MegaRanを作成した。一部のアーティストは著作物の引用から離れたが、未だに引用文化は一般的であり、理由としてほとんどのNerdcore楽曲が非商業的にリリースされていることが挙げられる。その結果、アメリカレコード協会はほとんどNerdcoreに対して関心を抱いていない。
いくつかのDJは、複数のNerdcoreアーティストにビートを提供し、リミックスを行っている。最も特筆すべき人物はBaddd Spellahであり、現在Frontalotの楽曲の大部分のミックスを行っているほか、2004年にはリミックス大会での優勝を果たしている。

## 歴史

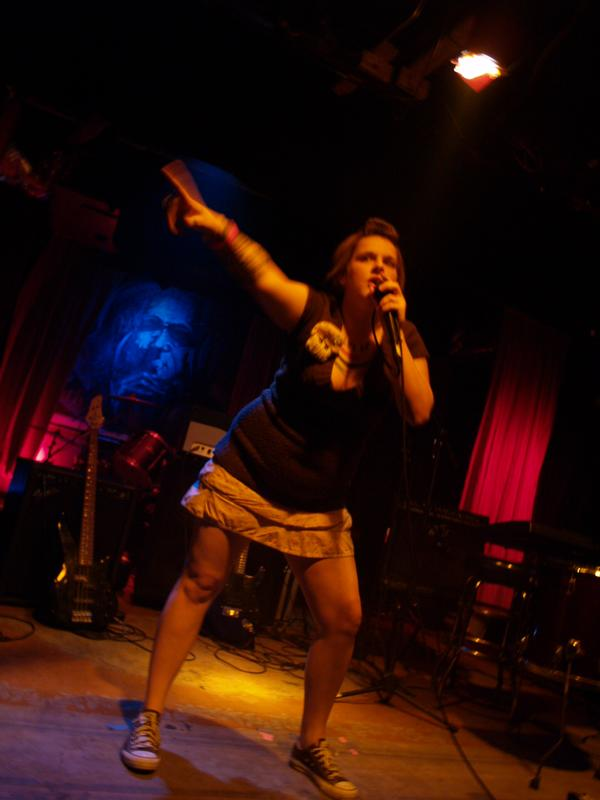
2007年6月にパフォーマンスをしているMC Router

「Nerdcore hiphop」という用語を2000年、記録上初めて用いた人物は、MC Frontalotである。しかし、それ以前のビースティ・ボーイズやクール・キース、Deltron 3030 、MC 900 Ft. Jesus、MC Paul Barman、ドクタードレー、Company FlowやMF Doomも典型的なヒップホップカルチャーの枠を超えたテーマを模索しており、その中には宇宙やSFなど、典型的な「オタク的」なものも存在した。これらのアンダーグラウンドアーティストは一般的にオタク文化の外に存在し、ジャンルとしてもNerdcoreとは見なされていないとはいえ、彼らの何人かを影響の受けた人物として挙げているFrontalotを始めとしたNerdcoreアーティストの舞台を、上記のアーティストたちが作り上げたと言えるだろう。宇宙世界観におけるロボットを題材にした「Intergalactic」や独特なビデオゲームサウンドをテーマに添えた「Unite」など影響を与えうる楽曲を収録したビースティ・ボーイズの宇宙SFをテーマにしたアルバム、Hello Nasty（1998年）はNerdcoreの流行以前からメインストリームで認知されていた。Nerdcoreは、 They Might Be Giantsのようなオタクロックアーティスト、「Weird Al」Yankovicのようなパロディストなど、明らかにオタク文化からの影響も受けている。

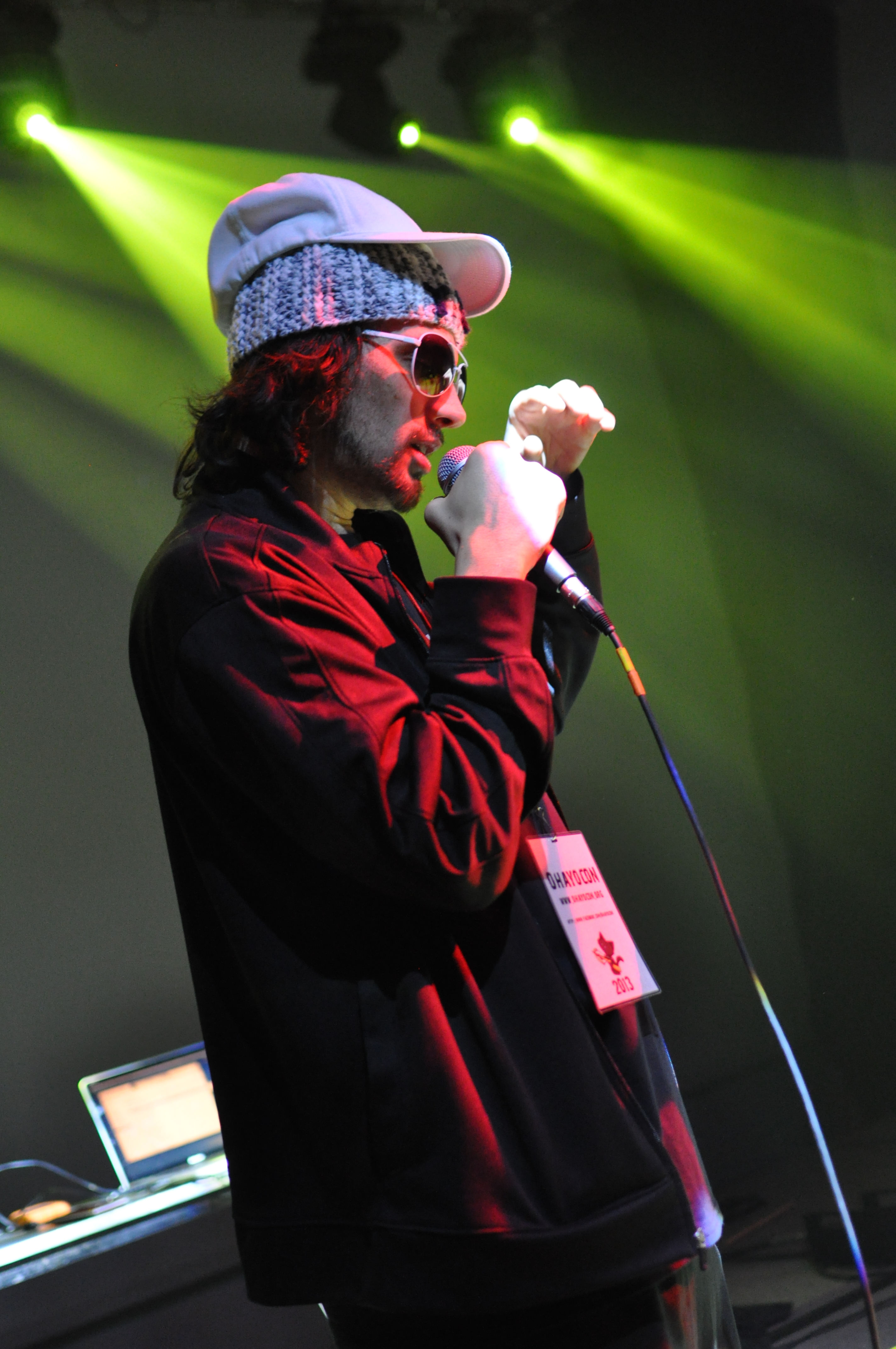
2013年1月に演奏するYT Cracker

2004年の夏、人気のウェブコミックであるペニー・アーケードがワシントン州ベルビューで最初の博覧会であるペニー・アーケード・エキスポを開催したとき、新興ジャンルであるNerdcoreは大きな一歩を踏み出した。このイベントはビデオと卓上ゲームがメインとなっていたが、ペニーアーケードの「公式ラッパー」 MC FrontalotやOptimus Rhymeを含む親オタクミュージシャンもパフォーマンスを行った。
翌年、2005年のペニー・アーケード・エキスポで2つのフルコンサートが開催の際にも、オタクヒップホップアーティストのMC FrontalotとOptimus Rhymeが参加した。 2005年の博覧会の後、3つのパフォーマンス全てには「Nerdcore」という語を掲げていた。パフォーマンスの人気もあり、Nerdcoreファンという層が形成され始め、場合によっては、自分自身でNerdcoreアーティストになるファンも出現し始めた。
また2005年には、より伝統的なnerdcoreから離れた新しいサブジャンル、CS gangsta rap、geeksta rapが登場する。違いは歌詞と態度の両方にあり、オタクアーティスト（主にコンピューター科学者）がコンピューターやその他の技術的能力面の腕前を公言することに焦点を当てていた。この誇示の仕合いは、MCPlus+とMonzyの間でNerdcore界隈最初の、伝統的なヒップホップで見られるような対立関係につながった。

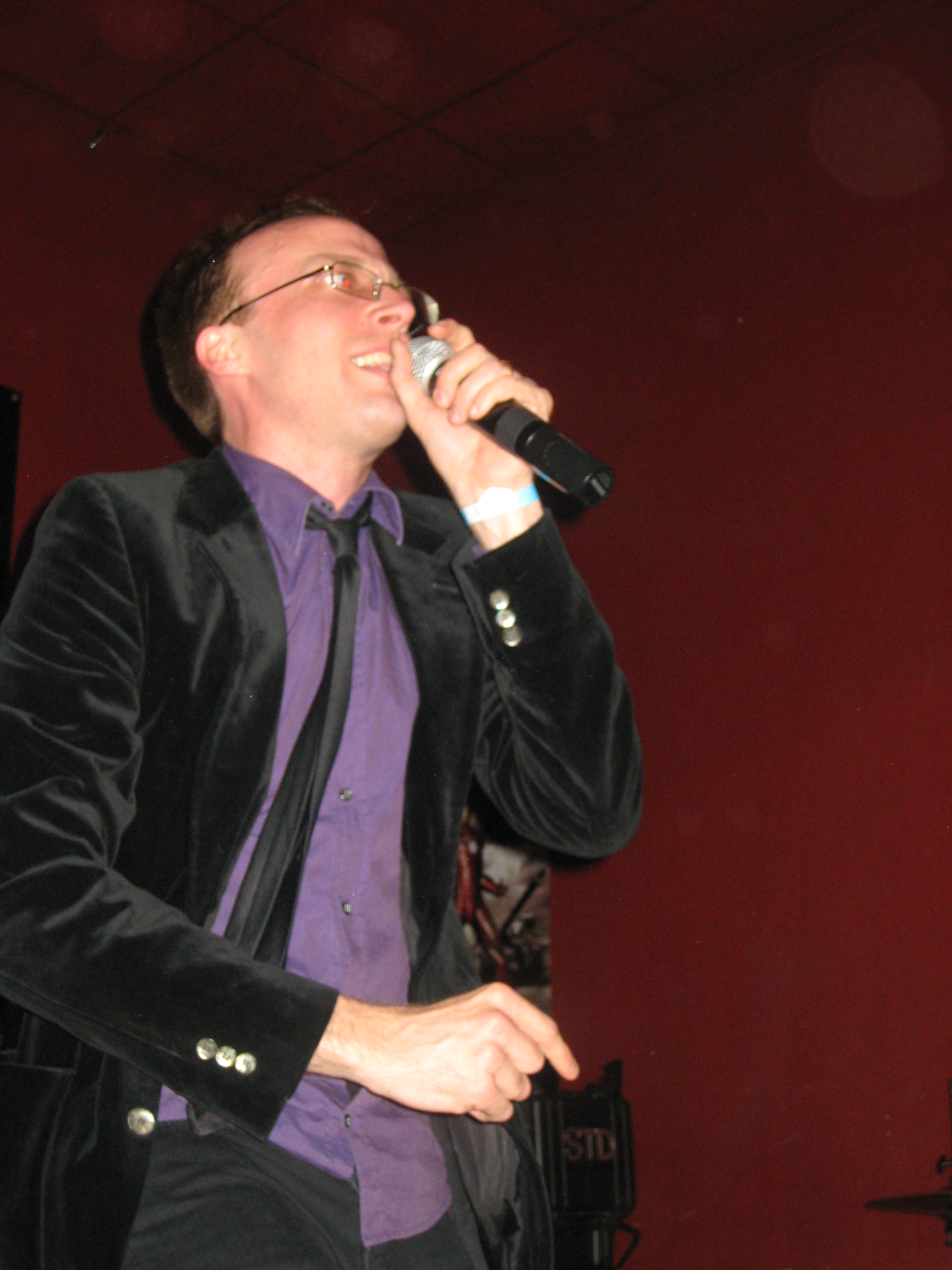
2008年7月にNerdapaloozaでパフォーマンスをするDarklordのSchäffer

2006年、NerdcoreラッパーのJason Z. Christie、別名High-Cは、最初のNerdcoreジャンル専用のWebサイト、NerdcoreHipHop.orgとRhymeTorrents.comを作成する。これらのサイトはすぐにシーンのオンラインコミュニティの基盤になった。High-Cは、Webサイトに加えて、世界初のオールNerdcore hip-hopコンピレーションCDも作成する。 そのCD、「Rhyme Torrents Compilation」は、さまざまなアーティストによる多くの枚数と数十ものトラックで構成されていた。CDのリリース後すぐに、ジャンルとしてのNerdcoreがメインストリームのマスコミの注目を集め始めた。High-Cは、映画Nerdcore For LifeのWired Magazineにも登場し、ドキュメンタリーNerdcore Risingのリリースバージョンから削除された。
2008年7月から2013年までの毎年夏、Nerdcoreラッパーやその他オタク音楽アーティストがフロリダ州オーランドに集まり、さまざまなジャンルの「オタク音楽」を1つの大きな作品にまとめた、オタク音楽チャリティーフェスティバルであるNerdapaloozaというイベントが開催されていた。
「Glitched：The Dutch Nerdcore Event」は、米国外で開催された最初の主要なオールNerdcoreイベントだった。 2009年2月にアムステルダムのクラブパナマで開催され、ドキュメンタリーNerdcore For Lifeのヨーロッパ初演と、映画出演の4人のラッパー、MC Lars、YTCracker、Beefy、MCRouterのパフォーマンスが披露された。

## 映画

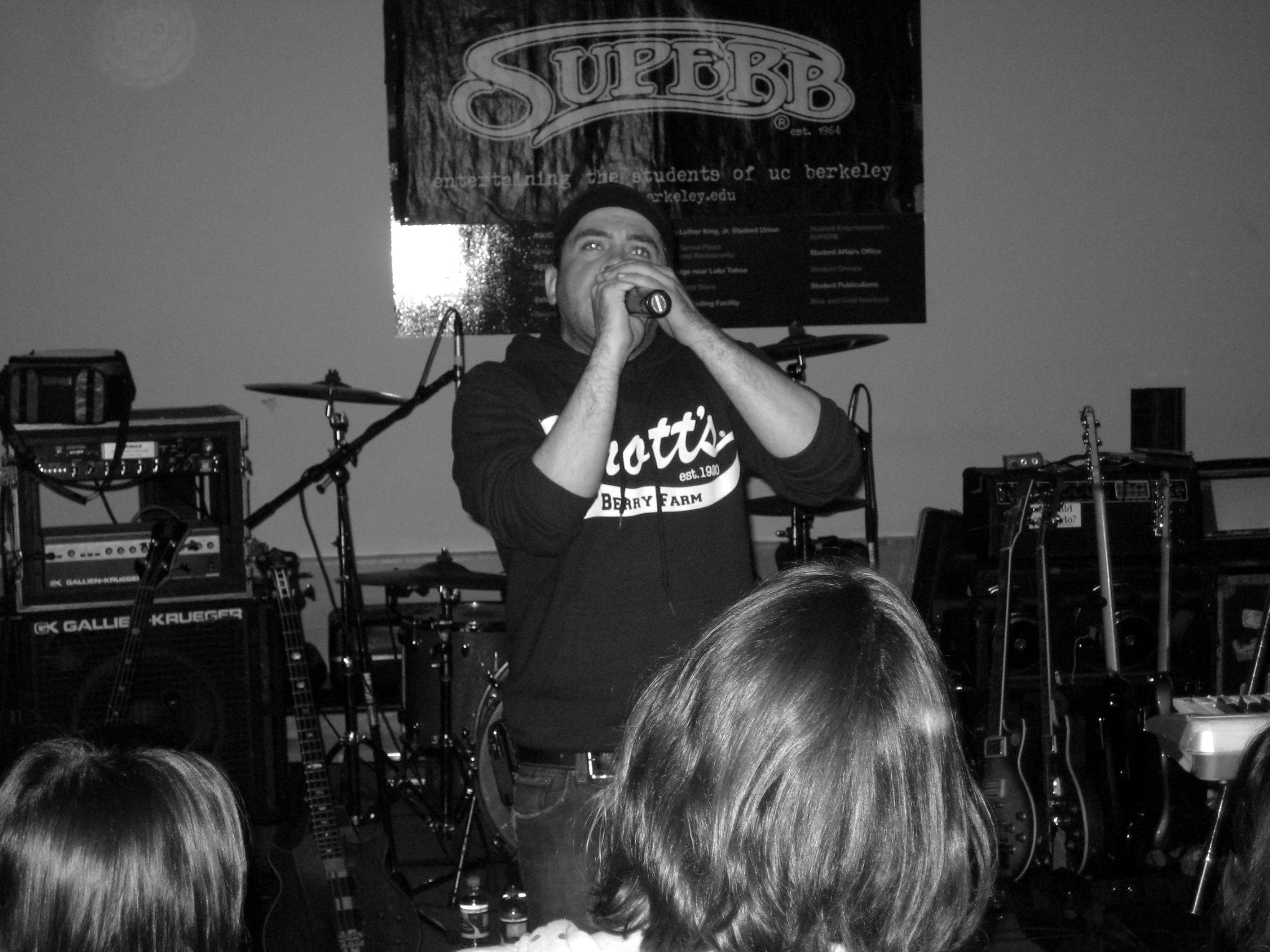
2008年2月に出演するMCクリス

Nerdcore界隈に関する2つの長編ドキュメンタリー、 Nerdcore RisingとNerdcore For Lifeは2008年の初めに完成した。ニューヨークの映画製作者であるネギン・ファルサドとキムミー・ゲートウッドが監督を務めるNerdcore Risingは、Nerdcoreの先駆者であるMC Frontalotが2006年、最初の米国ツアーに着手したときの出来事を追っている。シカゴの監督ダン・ラムルーによるNerdcore For Lifeはジャンル全体を検証しており、Nerdcoreシーンで最も有名なパフォーマーの30人以上の出演がされている。 
Nerdcore Risingは2008年3月9日のSXSW Film Conference and Festivalで初公開され、 Nerdcore For Lifeは2008年4月5日の第10回ウィスコンシン映画祭で初公開された。